# Coupe d'Irlande de football 1944-1945
Navigation
Édition précédente Édition suivante
La Coupe d'Irlande de football 1944-1945, en anglais The Football Association of Ireland Challenge Cup, est la 24e édition de la Coupe d'Irlande de football organisée par la Fédération d'Irlande de football. La compétition commence le 3 mars 1945, pour se terminer le 22 avril 1945. Les Shamrock Rovers remporte pour la dixième fois la compétition en battant en finale le Bohemian Football Club. 

## Organisation
La compétition rassemble seulement huit clubs. Ils évoluent tous dans le championnat d'Irlande. La formule de l'épreuve s'adapte au faible nombre de participants puisque les matchs du premier tour et les demi-finales se disputent avec des rencontres aller-retour et non plus sur élimination directe sur un tour.

## Premier tour
Les matchs se déroulent les 3 et 4 mars 1945 pour les matchs aller, les 10 et 11 mars pour les matchs retour. 
| Équipe 1        | Score | Équipe 2               | Aller | Retour |
| --------------- | ----- | ---------------------- | ----- | ------ |
| Shelbourne FC   | 2-6   | Bohemian FC            | 2-2   | 0-4    |
| Drumcondra FC   | 0-7   | Cork United            | 0-2   | 5-0    |
| Shamrock Rovers | 5-4   | Limerick Football Club | 2-3   | 3-1    |
| Dundalk FC      | 3-2   | Brideville FC          | 2-0   | 1-2    |

## Demi-finales
Les matchs se déroulent les 31 mars et 1er avril 1945 pour les matchs aller et 8 avril pour les matchs retour. Les matchs se déroulent à Dalymount Park à Dublin et au Mardike à Cork.
| Première demi-finale, match aller | Shamrock Rovers Football Club | 0-3 | Dundalk Football Club | Dalymount Park, Dublin |  |
| 31 mars 1945                      |                               |     | Flanagan · Fallon     |                        |  |

| Première demi-finale, match retour | Dundalk Football Club | 0-5 | Shamrock Rovers Football Club           | Dalymount Park, Dublin |  |
| 8 avril 1945                       |                       |     | Paddy Coad · Podge Gregg · Matthews csc |                        |  |

Les Shamrock Rovers remportent leur demi-finale et se qualifie pour leur deuxième finale consécutive. Podge Gregg marque un triplé lors de la finale retour.
| Deuxième demi-finale, match aller | Bohemian Football Club | 2-1 | Cork United Football Club | Dalymount Park, Dublin |  |
| 1er avril 1945                    | Franck Glennon         |     | McCarthy                  |                        |  |

| Deuxième demi-finale, match retour | Cork United Football Club | 2-1 | Bohemian Football Club | The Mardyke, Cork |  |
| 8 avril 1945                       | Madeen · Moroney          |     | Kevin O'Flanagan       |                   |  |

| Deuxième demi-finale, match d'appui | Bohemian Football Club | 2-0 | Cork United Football Club     | Dalymount Park, Dublin |  |
| 8 avril 1945                        |                        |     | Kevin O'Flanagan · Pat Waters |                        |  |

Bohemian éprouve de grandes difficulté à se défaire de Cork United puisqu'il faut un match d'appui pour départager les deux équipes. Le dernier du championnat élimine tout de même le futur champion national.

## Finale
La finale a lieu le 22 avril 1945. Elle se déroule devant 41 238 spectateurs rassemblés dans le Dalymount Park à Dublin. C'est le record absolu de spectateur pour une finale de Coupe d'Irlande. Les Shamrock Rovers remportent leur dixième Coupe d'Irlande. Les Rovers battent en finale leur meilleur ennemi, le Bohemian Football Club.
| Finale        | Shamrock Rovers Football Club | 1-0     | Bohemian Football Club | Dalymount Park, Dublin                              |                                                     |
| 22 avril 1945 | Podge Gregg 55e | (0-0)   | | Spectateurs : 41 238 Arbitrage : T. Butler (Dublin) | Spectateurs : 41 238 Arbitrage : T. Butler (Dublin) |
| 22 avril 1945 | Larry Palmer, Mattie Clarke, Jackie Coyle, Matt Doherty, Charlie Byrne, Peter Farrell, Mickey Delaney, Paddy Coad, Podge Gregg, Bobby Rogers, Tommy Eglington. | Équipes | Jimmy Collins, Franck Glennon, Billy Richardson, Ossie Nash, Peter Molloy, Pat Waters, Kevin O'Flanagan, Noel Kelly, Mattie Burns, Franck Morris, Nick O'Flanagan. | Spectateurs : 41 238 Arbitrage : T. Butler (Dublin) | Spectateurs : 41 238 Arbitrage : T. Butler (Dublin) |